# Hermes med Dionysosbarnet

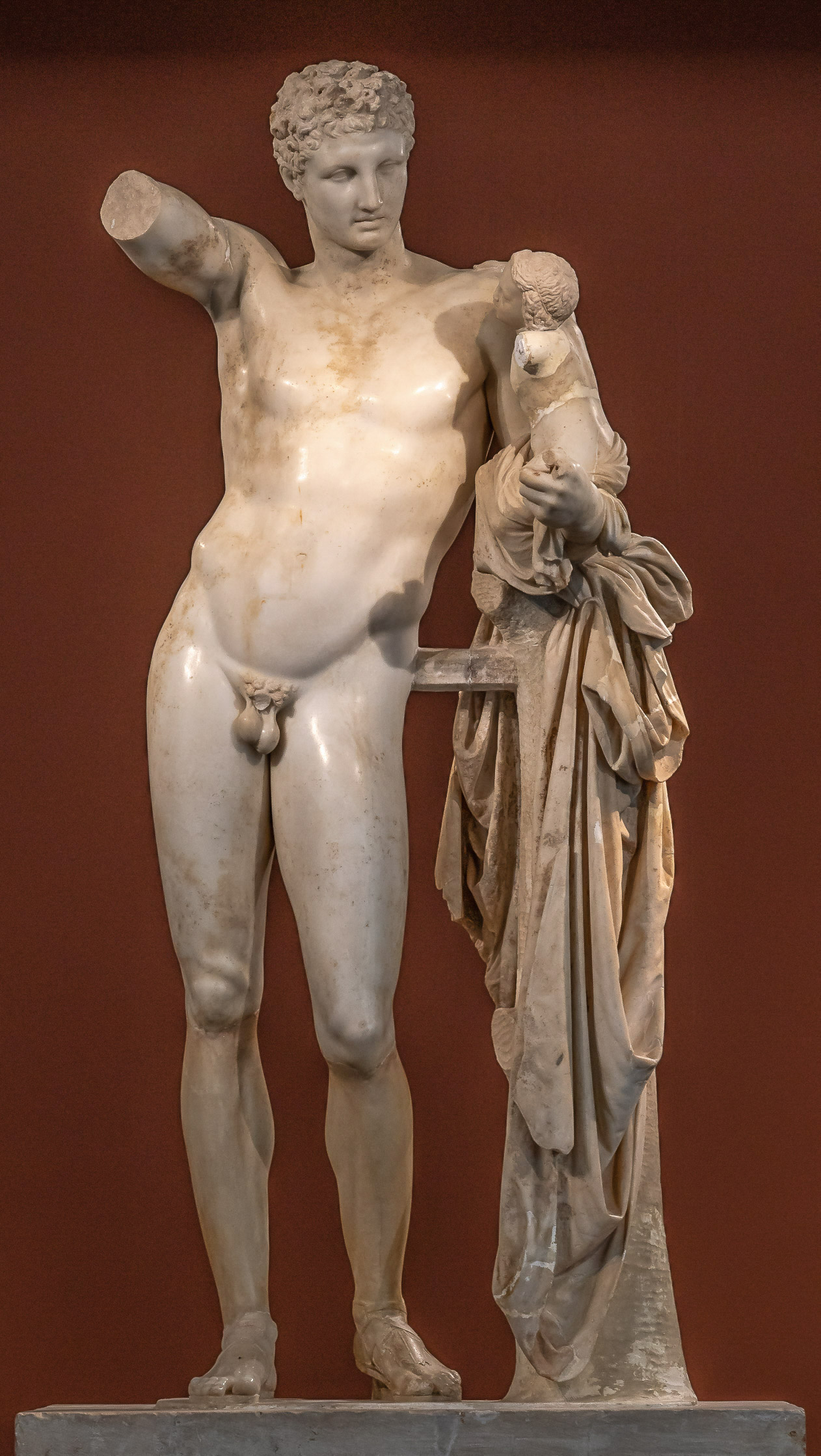
Hermes med Dionysosbarnet

Hermes med Dionysosbarnet är en antik grekisk staty, föreställande Hermes med sin halvbror Dionysos som spädbarn på ena armen.
Den anses ha gjorts av Praxiteles på 300-talet f.Kr. och har spelat en stor roll för definitionen av Praxiteles-stilen, men det är omdebatterat huruvida det faktiskt var Praxiteles som gjorde den. Statyn nämns av Pausanias på 100-talet. 
Den hittades år 1877 i ruinerna av Heras tempel i Olympia. 
Den förvaras nu på Arkeologiska museet i Olympia.